# Ajay Banga

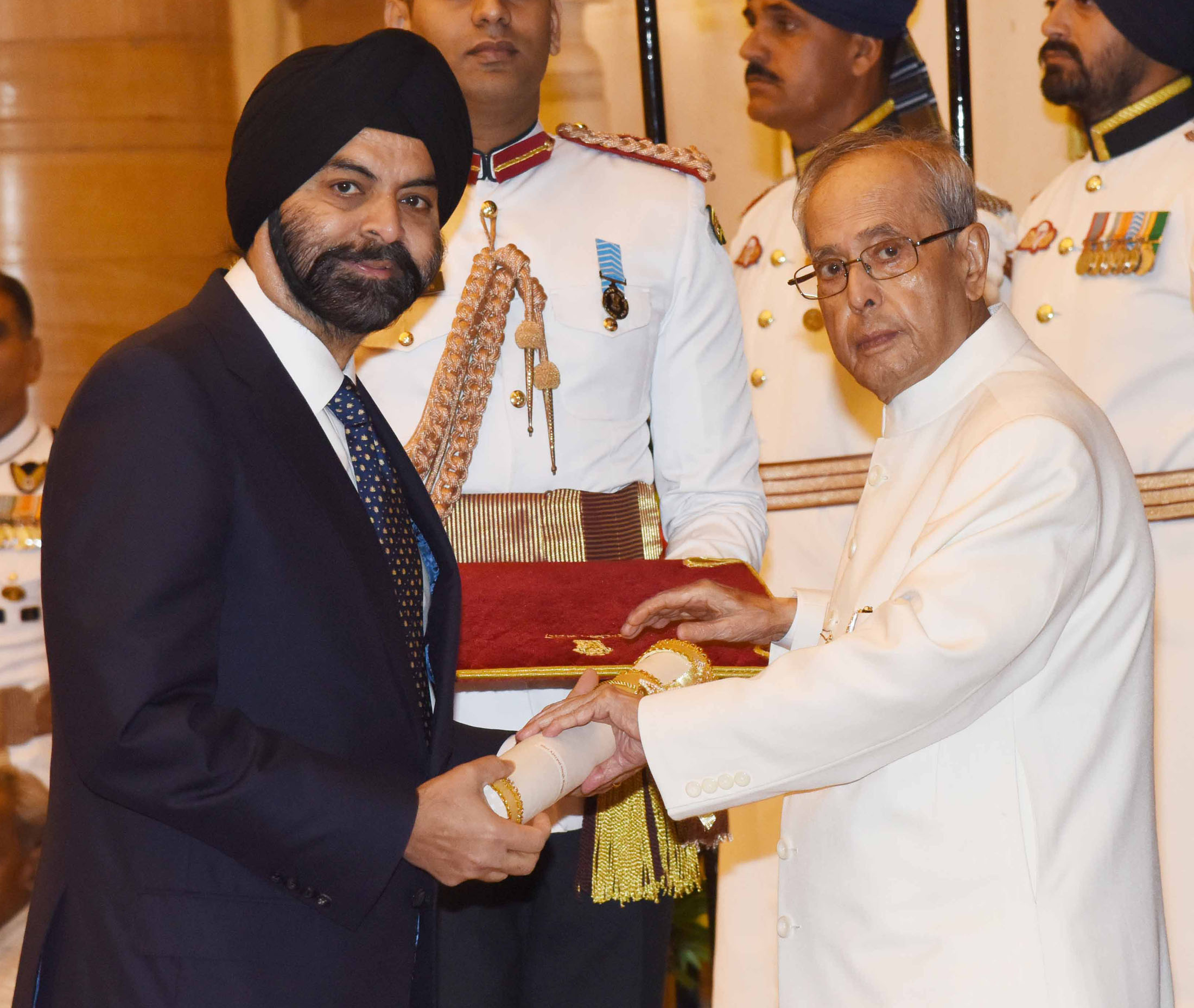
Ajay Banga (links) bei der Überreichung des Padma Shri durch den indischen Präsidenten Pranab Mukherjee, 2016

Ajaypal „Ajay“ Singh Banga (* 10. November 1959 in Pune) ist ein indisch-US-amerikanischer Manager. Seit dem 2. Juni 2023 ist er Präsident der Weltbank. Zuvor war er seit 2022 Vice Chairman von General Atlantic. Bis Ende 2021 war er Executive Chairman des Zahlungsdienstleisters Mastercard.

## Werdegang
Banga ist der Sohn eines Generalleutnants der Streitkräfte Indiens. Die Familie stammte ursprünglich aus Jalandhar im Punjab und gehört der Religionsgemeinschaft der Sikhs an. Er ging, bedingt durch die Umzüge seines Vaters, auf verschiedene Schulen in Secunderabad, Jalandhar, Delhi, Ahmedabad und beendete seine Schulausbildung in Shimla. Er begann seine Studien in Wirtschaftswissenschaften am St. Stephen’s College, Delhi und machte seinen Master am Indian Institute of Management Ahmedabad.

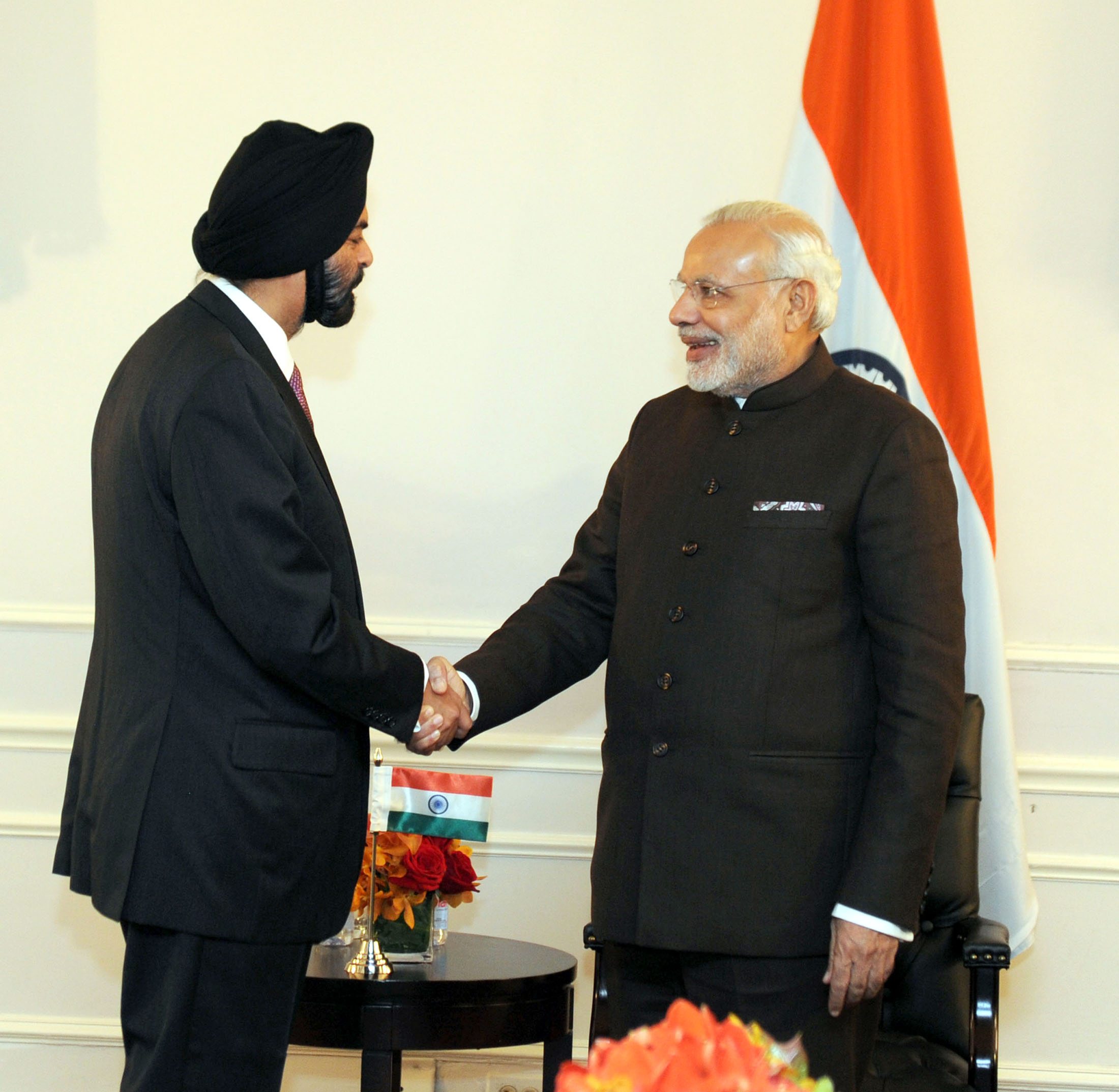
Ajay Banga (links) mit dem indischen Premierminister Narendra Modi, 2015

Seine erste Anstellung erhielt er bei Nestlé im Jahre 1981. Die nächsten 13 Jahre war er dort in der Buchhaltung, im Verkauf und mit allgemeinen betriebswirtschaftlichen Aufgabenstellungen befasst, bevor er zu PepsiCo wechselte. Ab 2010 war er Vorstandsvorsitzender des Zahlungsdienstleisters Mastercard. 2007 erwarb er die amerikanische Staatsbürgerschaft. Er war Vortragsredner auf internationalen Konferenzen wie dem Weltwirtschaftsforum und anderen, bei denen es um soziale Fragen der Menschheit und ihrer Zukunft geht. 2020 übernahm er in der Nachfolge von Paul Polman den Vorsitz der Internationalen Handelskammer in Paris.
Am 23. Februar 2023 wurde Banga von US-Präsident Joe Biden als Nachfolger von David Malpass für das Amt des Präsidenten der Weltbank nominiert. Am 2. Juni 2023 trat er dieses Amt an. Er ist der erste Präsident, der seine Karriere in der Privatwirtschaft und nicht im öffentlichen Sektor machte. Von ihm wird erwartet, die Weltbank zu reformieren, um den Herausforderungen einer sich wandelnden Weltwirtschaft gerecht zu werden.
Banga gab der Weltbank die Mission, die Armut bei gleichzeitiger Bekämpfung des Klimawandels zu beseitigen. Er sagte einmal: „Wenn man nicht atmen und kein sauberes Wasser trinken kann, macht es wenig Sinn, die Armut zu beseitigen“. Banga fordert mehr Geld, um die Möglichkeiten der Bank zu erweitern und Anreize und Kredite für Projekte zu schaffen, die Emissionen verringern und eine nachhaltige Entwicklung fördern. Er drängt auch darauf, die Zeit für die Genehmigung von Projekten zu verkürzen, damit Gelder schnell in jenen Ländern ankommen, die sie brauchen.

## Auszeichnungen
- Padma Shri, 2016
- Ellis Island Medal of Honor, 2019

## Veröffentlichungen
- Ajay Banga: A Leader Listens. Penguin Petit; 2017